# Dynamique du vol en présence de rafales

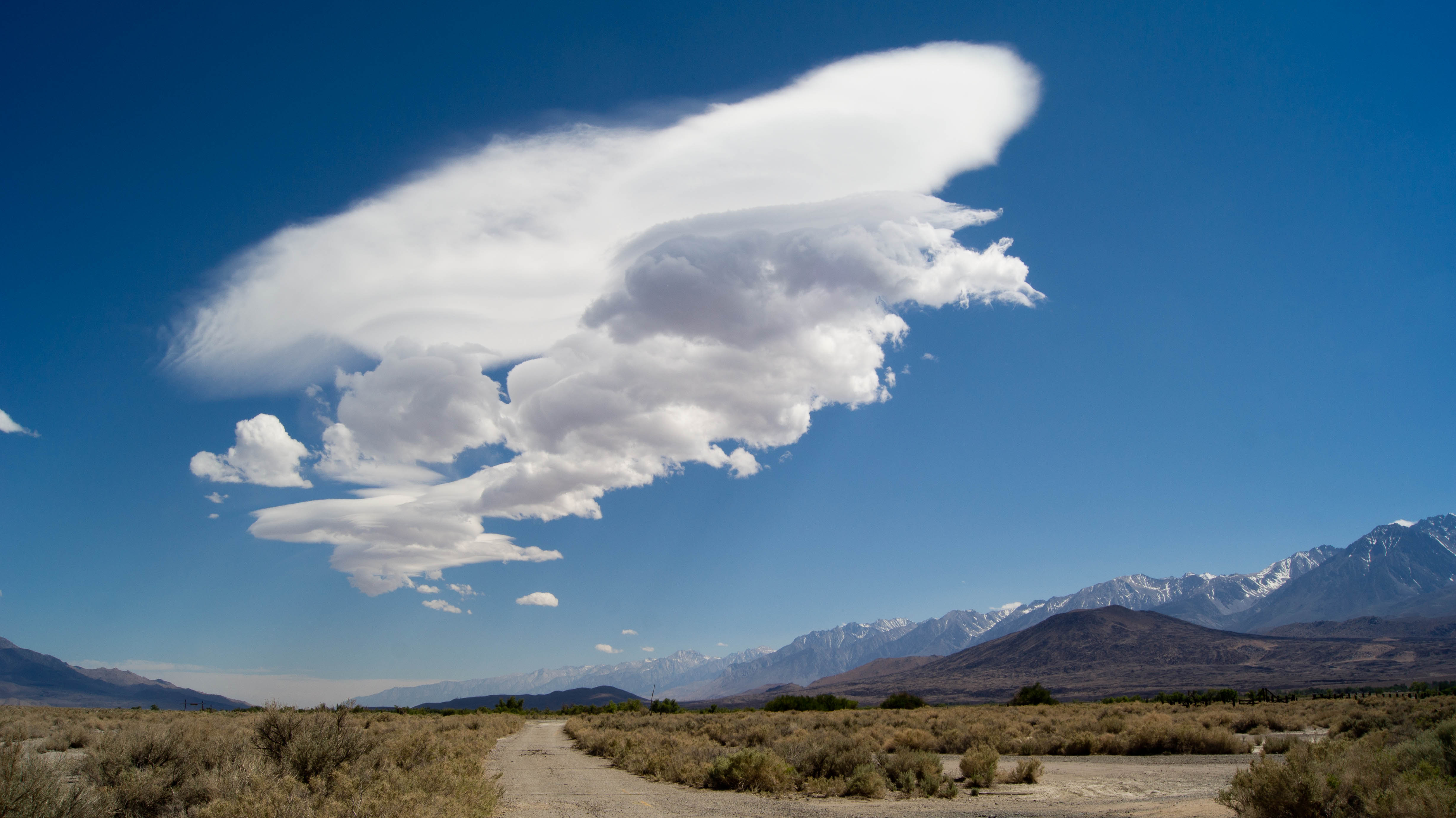
Système ondulatoire avec rotor dans la vallée d'Owens (Californie). Altocumulus lenticularis avec des altocumulus associés au rotor. Ces nuages à l'aspect bénin peuvent détruire un aéronef à cause des violentes rafales engendrées.

La dynamique du vol en présence de rafales est l'étude du comportement d'un aéronef en présence d'un flux aérien qui diffère d'un écoulement laminaire, soit un écoulement turbulent causé par des rafales horizontales et/ou un cisaillement vertical des vents. Cette turbulence est définie par la Federal Aviation Administration (FAA) de façon purement qualitative
et ne permet pas de prédire quels sont les risques associés à un aéronef dans des circonstances données. Une définition plus quantitative donnée par l'Organisation de l'aviation civile internationale (OACI) s'exprime comme étant le taux de diffusion de l'énergie des tourbillons exprimé en m2/s3. Cette dernière définition ne prend pas cependant en compte la masse et la vitesse de l'aéronef alors qu'un planeur sera beaucoup plus sensible à la turbulence de bas niveau que les lourds avions de ligne. Il est donc important de présenter une formulation plus précise.
La formulation simplifiée de la réaction d'un planeur en présence de rafales horizontales ou verticales est peu abordée dans la littérature sauf par Schmidt, Asselin et peut-être quelques autres auteurs. Cependant, contrairement au lieu commun disant que les nuages d'orage présentent le danger (justifié) le plus sérieux pour l'aviation, de petits nuages à l'air tout à fait inoffensif peuvent désintégrer un planeur en provoquant des facteurs de charge de 16 à 20 G comme Larry Edgar en fut victime le 25 avril 1955,,,.
En outre, une rafale de face de 70 km/h appliquée à un planeur volant à 70 km/h va provoquer un facteur de charge de 4 G. Cela peut se produire dans la couche sous-ondulatoire (rotors associée aux ondes orographiques). Il peut en être de même à l'intérieur des nuages d'orage violent. Même les ascendances thermiques puissantes peuvent engendrer des facteurs de charge conséquents qui ne sont pas un danger réel pour les planeurs mais peuvent incommoder d'autres catégories d'usagers.

## Estimation rapide des facteurs de charge

### La turbulence et le tourbillon (vorticité)

Flux laminaire en haut et turbulent en bas

Soit v le champ des vitesses, on appelle vorticité en un point la quantité suivante :
{\displaystyle {\vec {\eta }}={\vec {\nabla }}\wedge {\vec {v}}}
Cette quantité décrit le mouvement tourbillonnaire de l'air. Ainsi, plus la vorticité est grande, plus forte sera l'intensité de la turbulence ressentie comme expliqué ci-dessous.

### Violence de la turbulence en fonction de la vitesse de l'aéronef
Pour faire bref, toute condition aérologique engendrant des courants ascendants utilisable par un pilote de planeur sera appelée turbulence par un pilote d'avion à moteur car ce dernier ne pourra (ou ne voudra) pas exploiter ces courants ascendants. Qui plus est, plus l'aéronef volera vite, plus il sera soumis à des facteurs de charge importants qui sont estimés dans ce qui suit. Soit d la distance entre un courant ascendant de vitesse verticale w et un courant descendant de vitesse verticale -w et soit u la vitesse de l'aéronef. L'accélération moyenne a subie par cet avion sera :
{\displaystyle a={2wu \over d}}
On considère une ascendance thermique assez forte où w = 5 m/s, u = 125 m/s (vitesse maximale autorisée jusqu'à 10 000 pieds) et d = 100 m (distance moyenne entre l'ascendance et la descendance). On obtient alors a = 12,5 m/s2 ce qui est supérieur à l'accélération de la gravité (10 m/s2). Le passager ou le pilote de cet aéronef qualifiera cette turbulence de sévère. Toutefois, un pilote de planeur volant à 20 m/s, subira une accélération de 2 m/s2 et qualifiera cette turbulence de légère. De plus ce pilote centrera correctement cette colonne ascendante et se retrouvera dans le noyau laminaire de l'ascendance et ne sera pratiquement plus soumis à une quelconque turbulence.

## Phénomènes transitoires

### Fonction de Heaviside
On considère un planeur ayant une vitesse de chute en air calme de {\displaystyle w_{\infty }} volant en air calme, et qui pénètre brusquement à t=0 dans une ascendance de vitesse verticale wa. On suppose qu'avant de pénétrer dans la colonne ascendante, la trajectoire du planeur est stabilisée. Ainsi lorsque le planeur pénètre dans la colonne ascendante, sa vitesse verticale est la suivante :
{\displaystyle w(t)=w_{a}-w_{\infty }-w_{a}e^{-{t \over \tau }}}
avec {\displaystyle \tau ={m \over \pi \rho SV}}
- m est la masse du planeur.
- ρ est la masse volumique de l'air.
- S est la surface alaire
- V est la vitesse air.

L'accélération verticale est la suivante :
{\displaystyle {\dot {w}}(t)={w_{a} \over \tau }e^{-{t \over \tau }}}
Donc, si l'on remplace τ :
{\displaystyle {\dot {w}}(t)={\pi \rho SVw_{a} \over m}e^{-{t \over \tau }}}
La secousse est maximale à t = 0.
La formule physiquement est raisonnable. Plus la surface alaire est grande ou plus la vitesse horizontale ou verticale sont grandes, plus la secousse sera importante. Si la masse augmente, la secousse sera moindre (effet paquebot).
On considère un exemple numérique pour obtenir les ordres de grandeur.
On considère une surface alaire de 15 m2, une masse volumique de 1,22 kg/m3 et une masse totale du planeur de 300 kg et une vitesse air de 20 m/s. Le temps caractéristique est donc de :
{\displaystyle \tau ={300 \over \pi \times 1{,}22\times 15\times 20}={1 \over \pi \times 1{,}22}=0{,}26} seconde.
On considère une ascendance de 5 m/s. L'accélération verticale sera de {\displaystyle {5 \over 0.26}\approx 20} m/s2. Dans ces conditions le facteur de charge sera de (2 + 1) G.
Cette formule explique pourquoi les aéronefs peuvent se rompre à 20 000 pieds dans un cumulonimbus supercellulaire où les ascendances peuvent atteindre 50 m/s.
La formule ci-dessus donnerait un facteur de charge de 21 G.

### Cas général
On étend le modèle précédent où lieu de considérer une fonction en escalier, on considère qu'à t = 0, le planeur pénètre dans une ascendance dont la force est « aléatoire ».
On considère maintenant que {\displaystyle w_{a}=w_{a}(t)}
On définit la fonction de transition h(t) telle que h(t) = 0 pour t < 0 et {\displaystyle h(t)=e^{-{t \over \tau }}} pour t ≥ 0. On a alors :
{\displaystyle w(t)={1 \over \tau }(w_{a}*h)(t)}
où * est le produit de convolution.
L'expression de la solution sous la forme d'un produit de convolution est classique. On pourra consulter l'ouvrage de Vrabie.
Cependant, dans la boîte déroulante, une démonstration explicite est fournie.

### Transition linéaire
On étend le modèle précédent où lieu de considérer une fonction en escalier, on considère qu'à t = 0, le planeur pénètre dans une ascendance dont la force augment linéairement au cours du temps.
On considère maintenant que {\displaystyle w_{a}=\gamma t}
La vitesse verticale du planeur est la suivante :
{\displaystyle w(t)=\left(w_{\infty }+\gamma (t-\tau )\right)+\gamma \tau e^{-{t \over \tau }}}
L'accélération verticale est la suivante :
{\displaystyle {\dot {w}}(t)=\gamma \left(1-e^{-{t \over \tau }}\right)}
Le jerk vertical est le suivant :
{\displaystyle {\ddot {w}}(t)={\gamma  \over \tau }e^{-{t \over \tau }}}
On suppose que le planeur vole à 20 m/s et que l'ascendance a un rayon de 70 m. On constate alors que {\displaystyle t\gg \tau }. On obtient alors la formule simplifiée :
{\displaystyle w(t)\approx w_{\infty }+\gamma t+\gamma \tau e^{-\infty }=w_{\infty }+\gamma t}
Ce formulaire démontre, que lorsqu'un planeur entre dans une ascendance, sa vitesse verticale est à une bonne précision la vitesse de l'ascendance moins sa vitesse de chute.
On suppose que le planeur vole à la vitesse V et la largeur de la zone de transition est d. On a alors :
{\displaystyle \gamma ={w_{a}V \over d}}
On suppose que d = 10 mètres et wa = 5 m/s. On a alors :
{\displaystyle \gamma ={5\times 20 \over 10}=10} m/s2
Le facteur de charge est encore de 2 G. Cela confirme que les courants verticaux trop forts peuvent détruire un aéronef.

### Transition en forme de cosinus
Lorsqu'un planeur vole dans une ascendance thermique (ou dans un rotor, on peut supposer le la vitesse verticale a une forme sinusoïdale. Le rayon d'un thermique est de l'ordre de 70 mètres tandis qu'un rotor a une structure plus complexe comme discuté infra.
On étend le modèle précédent où lieu de considérer une fonction en escalier, on considère qu'à t = 0, le planeur pénètre dans une ascendance dont la force augmente ainsi :
{\displaystyle w_{a}(x)={1 \over 2}w_{g}\left[1-\cos \left({\pi x \over d}\right)\right]}
On définit
{\displaystyle \kappa ={\pi V \over d}}
La vitesse verticale est la suivante :
{\displaystyle w(t)=w_{\infty }+{w_{g} \over 2}-{w_{g} \over 2(1+\kappa ^{2}\tau ^{2})}\left(\cos(\kappa t)+\kappa \tau \sin(\kappa t)\right)+{w_{g} \over 2}\left({1 \over 1+\kappa ^{2}\tau ^{2}}-1\right)e^{-{t \over \tau }}}
L'accélération verticale est la suivante :
{\displaystyle {\dot {w}}(t)=-{w_{g} \over 2(1+\kappa ^{2}\tau ^{2})}\left(-\kappa \sin(\kappa t)+\kappa \tau \kappa \cos(\kappa t)\right)-{1 \over \tau }{w_{g} \over 2}\left({1 \over 1+\kappa ^{2}\tau ^{2}}-1\right)e^{-{t \over \tau }}}
Donc,
{\displaystyle {\dot {w}}(t)=-{w_{g}\kappa  \over 2(1+\kappa ^{2}\tau ^{2})}\left(-\sin(\kappa t)+\kappa \tau \cos(\kappa t)\right)-{1 \over \tau }{w_{g} \over 2}\left({1 \over 1+\kappa ^{2}\tau ^{2}}-1\right)e^{-{t \over \tau }}}

#### Vol dans une ascendance thermique
On suppose que le planeur vole à 20 m/s et que l'ascendance a un rayon de 70 m. On constate alors que {\displaystyle t\gg \tau }. On obtient alors la formule simplifiée :
{\displaystyle w(t)\approx w_{\infty }+{w_{g} \over 2}-{w_{g} \over 2(1+\kappa ^{2}\tau ^{2})}\left(\cos(\kappa t)+\kappa \tau \sin(\kappa t)\right)}
De même, on a {\displaystyle \kappa \tau \ll 1}. On a donc une simplification supplémentaire :
{\displaystyle w(t)\approx w_{\infty }+{w_{g} \over 2}(1-\cos(\kappa t))}
La vitesse du planeur suit donc approximativement le profil de l'ascendance.
L'accélération devient alors :
{\displaystyle {\dot {w}}(t)\approx {w_{g}\kappa  \over 2}\sin(\kappa t)}
L'accélération sera donc maximale lorsque {\displaystyle \kappa t=\pi /2} et vaudra
{\displaystyle a_{M}={w_{g}\kappa  \over 2}}
On a :
{\displaystyle \kappa ={\pi V \over d}={\pi \times 20 \over 70}=0.9}
L'accélération sera :
{\displaystyle a_{M}={5\times 0.9 \over 2}=2.25}
Le facteur de charge devient nettement plus petit. Toutefois, si la vitesse V est grande (avion de transport) et wg est aussi grand, le risque de rupture de l'aéronef demeure.

### Vols à travers des tourbillons

#### Modèle du tourbillon se comportant comme un solide rigide
Un rotor peut être modélisé de manière ultra simplifiée comme un simple tourbillon d'axe Ox ayant le comportement d'un tambour rigide.
On suppose que la vitesse angulaire de rotation est :
{\displaystyle {\vec {\Omega }}=\Omega {\vec {i}}}
La vorticité sera :
{\displaystyle {\vec {\eta }}=2{\vec {\Omega }}}
Suivant l'axe Oy, la vitesse verticale w vaudra :
{\displaystyle w=\Omega y}
On considère maintenant un aéronef volant à la vitesse V le long de Oy.
On a y(t) = V t, Donc, on a :
{\displaystyle w(t)={1 \over 2}y(t)\eta ={V\eta  \over 2}t}
Ce cas se ramène donc au cas de cas de la croissance linéaire de la vitesse verticale traité supra.

#### Vol dans un rotor
Un rotor est presque toujours couplé à un système d'ondes orographiques et correspond à la sous-couche turbulente. Un rotor est composé de votex de différentes taille. Si k est le nombre d'onde du vortex, la fréquence (transformée de Fourier) de tels vortex est proportionnelle à {\displaystyle k^{-{5 \over 3}}} pour {\displaystyle k\geq 3\times 10^{-3}} et donc principalement les vortex de grand rayon seront dominants. Cependant les vortex peuvent avoir toutes les tailles et l'on considère un vortex de dimension d = 10 mètres.
On obtient alors :
{\displaystyle \kappa ={\pi V \over d}={\pi \times 20 \over 10}=6.28}
L'accélération maximale sera la suivante :
{\displaystyle a_{M}\approx {w_{g}\kappa  \over 2(1+\kappa ^{2}\tau ^{2})}(1+\kappa \tau )}
Numériquement, on obtient alors :
{\displaystyle a_{M}=w_{g}\times {6.28 \over 2\times (1+1.5^{2})}\times (1+1.5)=w_{g}\times 2.41}
Ainsi, une rafale de 5 m/s engendrera une accélération d'environ 1.5 G et donc un facteur de charge de 2.5 G. De telles rafales peuvent se produire.
Des rafales verticales de 10 m/s sont assez courantes et le facteur de charge deviendra 3.5 G. Dans le passé, des rotors ont brisé des planeurs avec un facteur de charge de 16 G. Si l'on utilise la formule supra, les rafales verticales auraient été de l'ordre de {\displaystyle 150/2.41\approx 60} m/s. Le pilote avait volé dans un nuage de rotor.

## Effet des rafales horizontales
Dans des conditions extrêmes, Joachim Kuettner et Larry Elgar avaient rencontré des sautes de vitesse air incroyables ; Larry Elgar brisa son planeur et aurait subi des accélérations entre 16 et 20 G. Il apparaît donc qu'un doublement de la vitesse air horizontale de 20 m/s à 40 m/s à la suite d'une rafale risque de désintégrer le planeur.
Soit V0 la vitesse air avant la rencontre de la rafale et v la vitesse de la rafale. Le facteur de charge subit par le planeur est la suivante :
{\displaystyle a=g\left(1+{v^{2}+2vV_{0} \over V_{0}^{2}}\right)}
L'accélération verticale du planeur (sans correction de la part du pilote) sera :
{\displaystyle {d^{2}h \over dt^{2}}={g[(V_{0}+v)^{2}-V_{0}^{2}] \over V_{0}^{2}}\cos(\omega t)}
- h est l'altitude du planeur
- {\displaystyle \omega ={{\sqrt {2}}g \over V_{0}}}

On suppose que V0 = 20 m/s et que à t = 0, on a V(t=0) = 40 m/s. (Soit v = 20 m/s)
L'accélération initiale est donc :
{\displaystyle a=g{v^{2}+2V_{0}v \over V_{0}^{2}}=10\times {20^{2}+2\times 20\times 20 \over 20^{2}}=30} m/s2.
Soit 3 G. Le facteur de charge est donc (3 + 1) G = 4 G qui est proche du point de rupture d'un planeur.
Ce modèle explique pourquoi Joachim Kuettner avait subi des accélérations de 4 G lorsqu'il vola dans un rotor très sévère et que sa vitesse air augmenta très fortement. Joachim Kuettner décrocha et cela est probablement dû à une rafale négative qui eut réduit sa vitesse air en deçà du point de décrochage. Une demi heure après, Larry Edgar brisa son planeur dans des conditions très semblables. Il subit des accélérations de 16 à 20 G auxquelles il aura survécu. Vu qu'il perdit temporairement connaissance, on ne peut pas déterminer la séquence précise des événements. Il est probable que ces accélérations phénoménales se furent produites après la rupture du planeur mais rien ne permet de l'affirmer.
Ainsi, Joachim Kuettner rédigea le rapport suivant :

« Following a short 1600 ft/min up, 1000 ft/min down reading, the speed increased from 45 mph to 90 mph in a matter of about 2 seconds in spite of a nose -up condition which allowed only the sky to be seen looking out of the window. At 4.5 G reading, the ship stalled again »

Traduction en français : « Le variomètre indiqua pendant une brève période un +8 m/s suivi d'un -5 m/s. La vitesse air passa de 20 m/s à 40 m/s en l'espace de 2 secondes nonobstant l'assiette extrêmement cabrée du planeur qui ne permettait de ne voir que le ciel à travers la verrière. Lorsque l'accéléromètre eut indiqué 4,5 G, le planeur décrocha à nouveau ».
Le récit de Kuettner corrobore le modèle supra et donc lorsque les rafales atteignent 20 m/s, les conditions deviennent extrêmement dangereuses.